# Barcelona (album)
Barcelona è un album di Freddie Mercury e Montserrat Caballé, pubblicato il 10 ottobre 1988 dalla Polydor nel Regno Unito e dalla Hollywood Records negli Stati Uniti.

## Il disco
L'album venne registrato in un lasso di tempo piuttosto lungo, infatti Freddie entrò in studio subito nei primi mesi del 1987 ed incise alcuni demo (uno dei quali venne finito in poco tempo e si trasformò in Exercises In Free Love, pubblicato come B-side di The Great Pretender nel febbraio 1987) ed in marzo venne raggiunto da Montserrat Caballé per alcune jam session in cui iniziarono a dar vita ad alcuni brani (uno di questi fu Barcelona, che entro un paio di mesi venne terminato e presentato nella serata del 29 maggio al Ku Club di Ibiza). Il duo comunque ebbe poco tempo per conciliare i rispettivi impegni (Montserrat Caballé era spesso in tournée mentre a partire dal gennaio 1988 Freddie entrò nuovamente in studio con i Queen, impegnati nelle sessioni di registrazione per l'album The Miracle).
Questo fu un periodo anche piuttosto complicato per Freddie Mercury che, proprio nello stesso periodo delle registrazioni, nella tarda primavera del 1987 venne dichiarato sieropositivo all'HIV e dovette continuare le registrazioni con la consapevolezza di avere ancora pochi anni di vita davanti a lui; decise quindi di buttarsi a capofitto nella musica e passò il maggior numero di ore possibili (finché gli fu possibile farlo) negli studi di registrazione. Come dichiarerà Montserrat Caballé nel documentario The Untold Story, per diverso tempo fu tenuta all'oscuro della situazione di salute del cantante. Fu solo qualche anno dopo che apprese da Mercury la notizia, quando ormai il suo virus si era tramutato in AIDS conclamato.
L'album venne rimasterizzato e ripubblicato diverse volte sempre con una nuova copertina. In particolare: nel 1992 in occasione del successo ottenuto dalla seconda pubblicazione dell'omonimo singolo, venne ripubblicato in quanto cinque anni prima era stato scelto come inno ufficiale per i Giochi della XXV Olimpiade); nel 2000 all'interno del box set celebrativo Freddie Mercury Solo Collection; ed infine il 3 settembre 2012 in edizione speciale, quest'ultima volta anche completamente riarrangiato e rimasterizzato: non sono più infatti i sintetizzatori a coprire la parte orchestrale, ma un'orchestra; inoltre la drum machine è stata sostituita dalle percussioni.

## Tracce

### Edizione originale (1988)
1. Barcelona - 5:39
2. La Japonaise - 4:49
3. The Fallen Priest - 5:46
4. Ensueño - 4:21
5. The Golden Boy - 6:04
6. Guide Me Home - 2:49
7. How Can I Go On - 3:51
8. Overture Piccante - 6:39

### Edizione Speciale (2012)

#### CD 1: Barcelona (New Orchestrated Album)
1. Barcelona - 5:43
2. La Japonaise - 4:52
3. The Fallen Priest - 5:46
4. Ensueño - 4:22
5. The Golden Boy - 6:04
6. Guide Me Home - 2:50
7. How Can I Go On - 3:49
8. Exercises In Free Love - 3:57
9. Overture Piccante - 6:47
10. How Can I Go On (Feat. David Garrett) - 3:56

#### CD 2: The Best Of The Rarities & Session Out-Takes
1. Exercises in Free Love (1987 B-side) - 04:26
2. Barcelona (Early Version: Freddie's Demo Vocal) - 04:21
3. La Japonaise (Early Version: Freddie's Demo Vocal) - 04:41
4. Rachmaninov's Revenge (The Fallen Priest) (Later Version: Freddie's Demo Vocal) - 05:51
5. Ensueño (Montserrat's Live Takes) - 05:36
6. The Golden Boy (Early Version: Freddie's Demo Vocal) - 03:54
7. Guide Me Home (Alternative Version) - 02:50
8. How Can I Go On (Alternative Version) - 04:03
9. How Can I Go On (Alternative Piano Version) - 03:44

#### CD 3 - Album Orchestral Version
1. Barcelona (Intrumental Version) - 05:39
2. La Japonaise (Intrumental Version) - 04:51
3. The Fallen Priest (Intrumental Version) - 05:47
4. Ensueño (Intrumental Version) - 04:01
5. The Golden Boy (Intrumental Version) - 06:03
6. Guide Me Home (Intrumental Version) - 02:50
7. How Can I Go On (Intrumental Version) - 03:37
8. Exercises In Free Love (Intrumental Version) - 03:57
9. Overture Piccante (Intrumental Version) - 06:43

#### DVD
1. Barcelona - performed at Ku Club, Ibiza (May 29th, 1987)
2. Barcelona - performed at La Nit Festival, Barcellona (October 8th, 1988)
3. How Can I Go On - performed at La Nit Festival, Barcellona (October 8th, 1988)
4. The Golden Boy - performed at La Nit Festival, Barcellona (October 8th, 1988)
5. Barcelona - classic videoclip
6. Barcelona - The Special Edition EPK
7. Barcelona - 2012 edit by Rhys Thomas

## Singoli/Videoclips
- Barcelona (promo, videoclip)
- The Golden Boy (promo)
- How Can I Go On (promo)
- Guide Me Home (promo)

## Classifiche
- Paesi Bassi: #9 (22 settimane in classifica)
- Germania: #41
- Regno Unito: #1
- Svizzera: #17 (6 settimane in classifica)